# Elsbes
De elsbes (Sorbus torminalis) is een plant uit de rozenfamilie (Rosaceae). Van nature komt de boom in Nederland en Vlaanderen niet voor, maar wel in kalkrijke gebieden in het oosten van Wallonië, Noord-Frankrijk en in de Eifel. Ook komt de elsbes voor in Noord-Afrika en in delen van Azië. De boom kan 25 m hoog worden.
De elsbes heeft in het onvolgroeide stadium een kegelvormige kroon. Later wordt deze koepelvormig met opwaarts groeiende takken. De schors is bleekgrijs tot zwartbruin en gebarsten tot dunne platen die afschilferen. De boom heeft bruine en glanzende twijgen, waaraan groene knoppen zitten. Deze knoppen zijn bolvormig en worden 4-5 cm lang.
De bladeren hebben drie tot vijf paar driehoekige getande lobben die naar de punt van het blad toe kleiner worden. Ze zijn ongeveer 10 × 8 cm groot. De bladsteel is geelachtig groen en 2-5 cm lang. Het blad is glanzend diepgroen van boven en geelachtig van onderen. In de herfst kleurt het blad geel, dieprood en purperkleurig.
De bloemen hebben een doorsnede van iets meer dan 1 cm. Ze zijn voorzien van vijf witte kroonblaadjes en gele meeldraden. De bloempjes vormen tuilvormige bloeiwijzen van 10-12 cm in doorsnede.
De vruchten van de elsbes zijn eivormig en hebben een lengte van 1 cm (of iets langer). Rijpend verandert de kleur van groen tot bruin met roestkleurige vlekken. Elsbessen hebben een zure smaak. Aan de vruchten worden geneeskrachtige eigenschappen toegeschreven. De soortaanduiding torminalis slaat namelijk op maagpijn, waarbij deze vruchten verlichting kunnen bieden. Het vruchtvlees van de bessen is eetbaar als ze een dieprode kleur krijgen; de zaden zijn niet eetbaar.

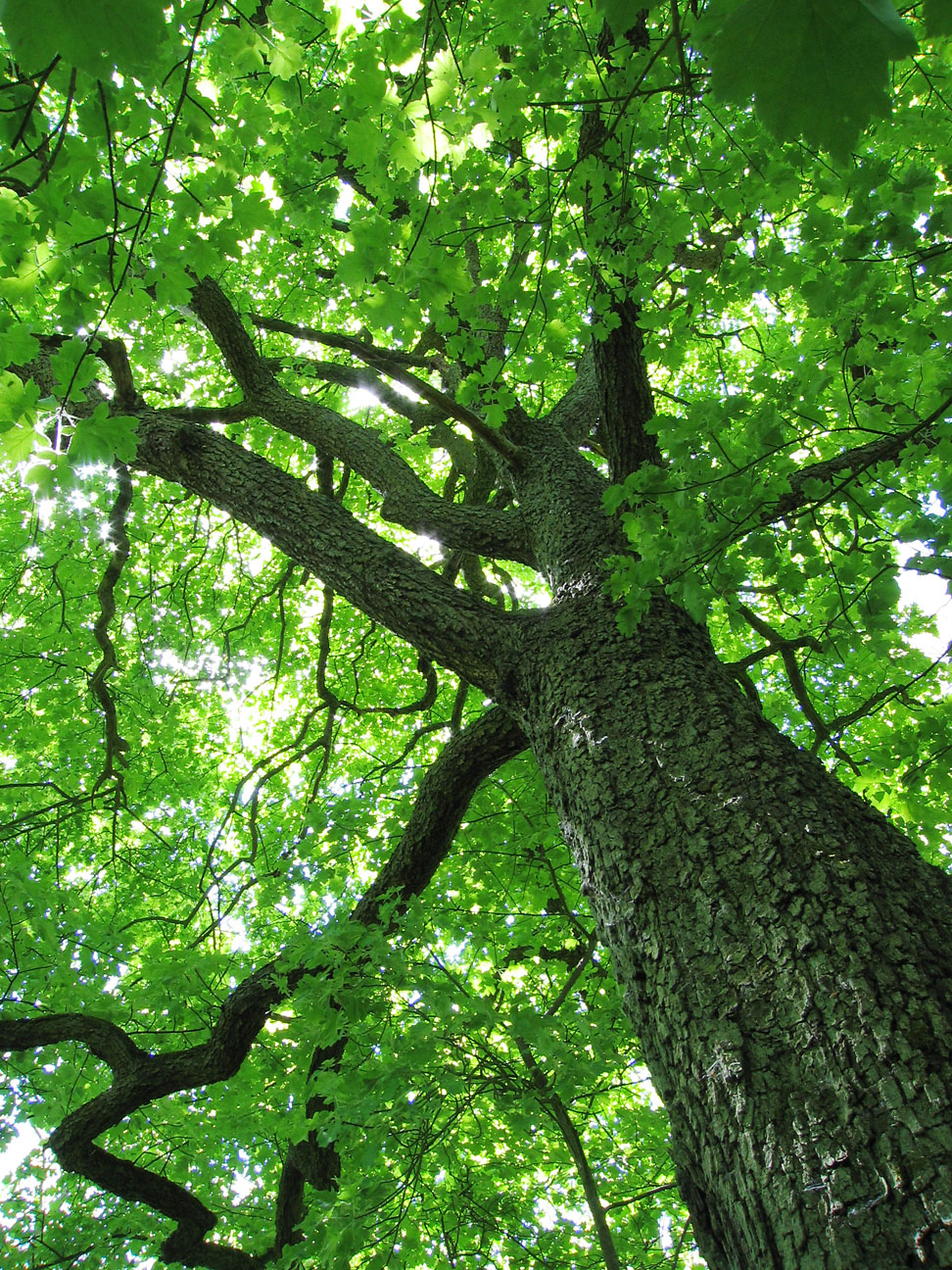
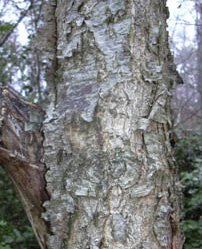
Schors
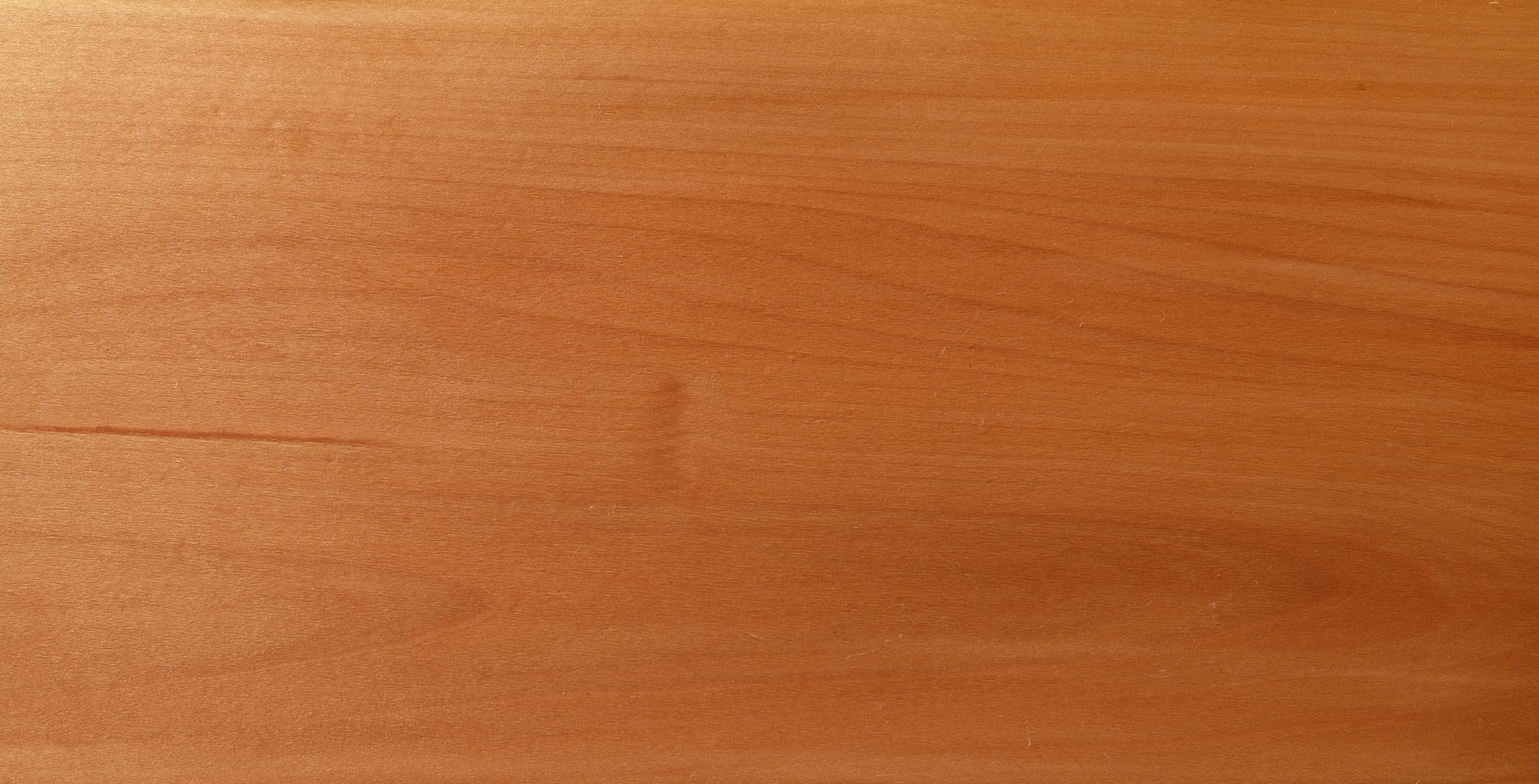
Hout

... · 
S. aria (Meelbes) · 
S. aucuparia (Wilde lijsterbes) · 
S. domestica (Peervormige lijsterbes) · 
S. hybrida (Finse meelbes]) · 
S. intermedia (Zweedse lijsterbes) · 
S. margittaiana · 
S. ×thuringiaca (Gedeelde meelbes) · 
S. torminalis (Elsbes) · 
...